# Jorge Plantageneta, Duque de Clarence
Jorge Plantageneta, Duque de Clarence (21 de outubro de 1449 – 18 de fevereiro de 1478) foi o décimo filho de Ricardo, 3.° Duque de Iorque, e de Cecília Neville e irmão dos reis Eduardo IV e Ricardo III. Jorge foi elevado a duque de Clarence em 1461 e tornou-se também conde de Warwick e Salisbury em 1471, por via da sua mulher Isabel Neville, a herdeira de Richard Neville.

## Biografia
Jorge nasceu em Dublin, na altura em que o pai se lançava como candidato à substituição do débil Henrique VI de Inglaterra. Demasiado jovem para acompanhar os primeiros episódios da Guerra das Rosas, Jorge mostrou-se um fervoroso apoiante do irmão, o rei Eduardo IV. Em 1469, Jorge casou-se com Isabel Neville, filha de Ricardo Neville, conde de Warwick. Até então o principal conselheiro do rei, Warwick tinha recentemente se afastado de Eduardo IV e desertado para a Dinastia de Lencastre. Jorge apostou a sua sorte com o sogro e apoiou a sua tentativa de rebelião. Quando o plano falhou, ambos fugiram para a França e juntaram-se à exilada Margarida de Anjou, rainha consorte de Henrique VI. A ideia de Jorge era ser ele próprio a substituir Eduardo IV, mas quando Warwick e Margarida de Anjou planejaram o casamento de Eduardo de Westminster (herdeiro de Henrique VI) e de Ana Neville, percebeu que nunca seria aceito como alternativa. Então, resolveu regressar à corte e procurar o perdão real. Eduardo IV aceitou-o de volta e após a morte de Warwick, confirmou-o como herdeiro do sogro.
Após a morte de Isabel, em 1476, o ambicioso duque de Clarence procurou o casamento com a herdeira Maria da Borgonha, mas, sem a aprovação de Eduardo IV, o plano falhou. De novo, os irmãos afastaram-se e Jorge começou a conspirar. Em janeiro de 1478, Jorge foi preso na Torre de Londres e declarado fora da lei pelo Parlamento, acusado de conspirar pela revolta e de traição. Em virtude da sua condição de príncipe, Jorge foi executado em privado em fevereiro do mesmo ano.
Jorge é também uma personagem principal na peça Ricardo III, de William Shakespeare. Neste drama, é executado por afogamento num barril de vinho (que a lenda diz ser da Madeira, da casta Malvasia), uma história que depois se popularizou.

## Descendência
De Isabel Neville
- Ana de Iorque (17 de abril de 1470) nasceu e morreu em um navio em direção a Calais;
- Margarida Pole, 8.ª Condessa de Salisbury (1473 – 1541), esposa de Ricardo Pole, cavaleiro da Ordem da Jarreteira. Teve descendência, executada por Henrique VIII;
- Eduardo, 17.° Conde de Warwick (1475 – 1499), último descendente da Casa de Plantageneta pela linhagem paterna, foi pretendente ao trono inglês. Foi executado sob as ordens, de Henrique VII, da Casa de Tudor;
- Ricardo de Iorque (6 de outubro de 1476 – 1 de janeiro de 1477), morreu jovem.